# آرکیزوم آسوچاتی

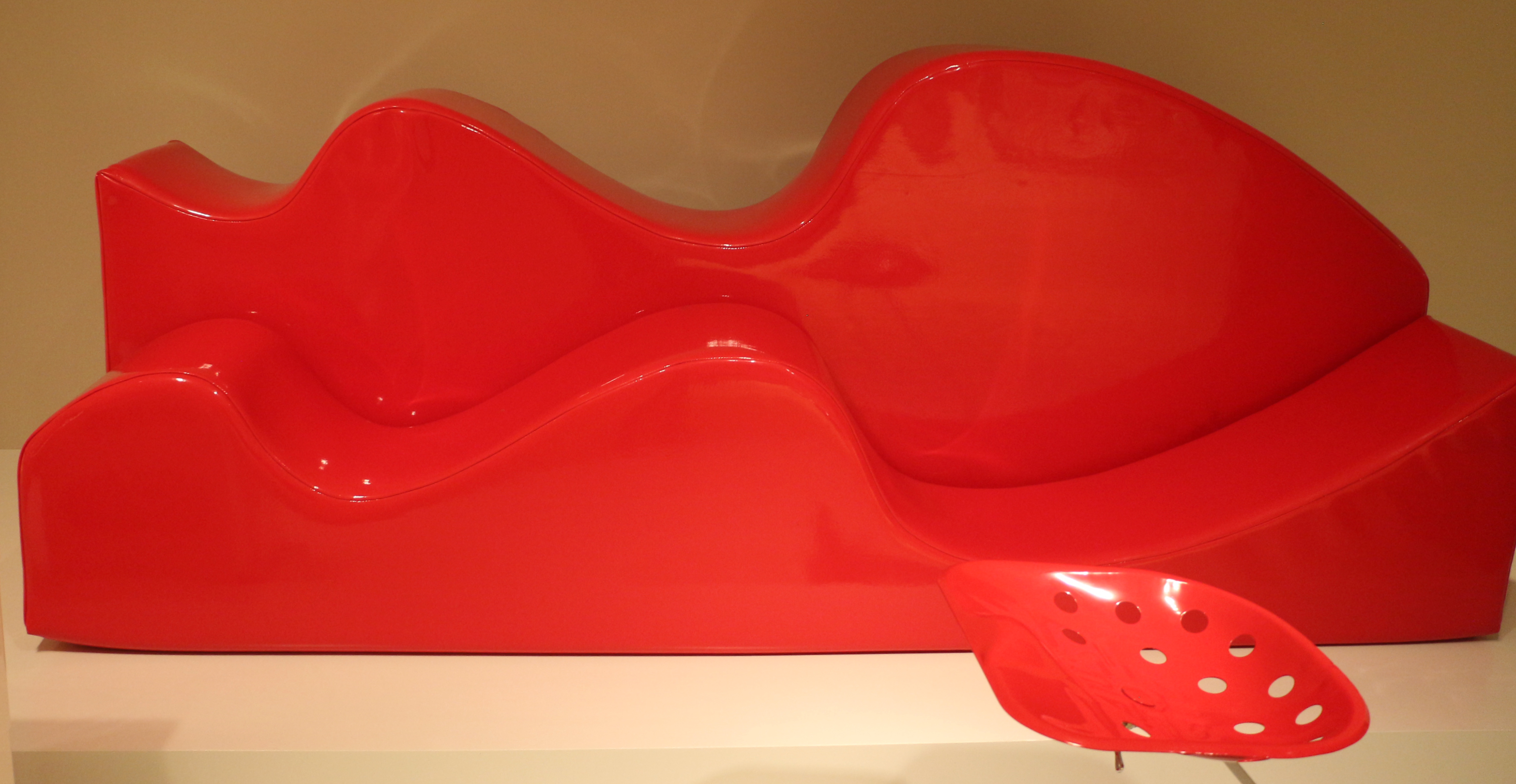
آرکیزوم برای سوپروندا، کاناپهٔ سوپروندا، ۱۹۶۷ میلادی

آرکیزوم آسوچاتی (به ایتالیایی: Archizoom Associati) یک استودیوی طراحی از فلورانس، ایتالیا بود که در سال ۱۹۶۶ میلادی تأسیس شد. گروهی که این استودیو را تأسیس کردند متشکل از: آندره‌آ برانزی (معمار و طراح)، جیلبرتو کورتی (معمار و طراح)، پائولو دگانلو (معمار و طراح) و ماسیمو موروتسی (معمار و طراح) بودند. بعداً در سال ۱۹۶۸ میلادی داریو بارتولینی (طراح) و لوچیا بارتولینی (طراح) نیز به گروه پیوستند.
آرکیزوم اولین نمایشگاه خود را به نام «سوپراَرکیتتورا» در دسامبر ۱۹۶۶ میلادی همراه با گروه سوپراستودیو برگزار کرد. این نمایشگاه طرح‌های رنگارنگ و نمونه‌های اولیه مفهومی ضد-طراحی رادیکالی چون کاناپهٔ پویای سوپروندا (مفهوم توسط: آندره‌آ برانزی) تولید شده توسط شرکت پولترونوا را به نمایش گذاشت. در طول سال ۱۹۶۷ میلادی آرکیزوم همچنان در نمایشگاه‌هایی با عنوان «سوپراَرکیتتورا ۲» و «مودنا» که مفهوم خوابگاه‌های کیچ را با عنوان «تخت‌خواب‌های رؤیایی» به ارمغان آورد، برقرار ماند.
چند سال بعد تا زمان انحلال آن در سال ۱۹۷۴ میلادی، این گروه در پروژه‌هایی با دیدگاه مدرنیستی به عنوان کلان‌شهر پراکندهٔ نظری «شهر بدون-توقف» بود که فرمول‌بندی محصولات داخلی انعطاف‌پذیر و مکان‌هایی را به نمایش می‌گذاشت که به یک محیط پلی‌کرونیک عملی و ساخت و ساز مداوم هدایت می‌شوند. فعالیت در خود شهر؛ ایده‌ای در پس ایده‌آل‌سازی تجزیهٔ معماری سنتی هرمتیک در کارکردهایی که بی‌اهمیت و گسترش می‌یابد.

## سبک و تاریخچه
این تیم مجموعه‌ای غنی از پروژه‌های طراحی، معماری و چشم‌اندازهای شهری در مقیاس بزرگ را تولید کرد، اثری که هنوز منبع اساسی الهام برای نسل‌های آینده است.
آرکیزوم همراه با سوپراستودیو، «سوپراَرکیتتورا» را اختراع کرد، که فرآیندهای خلاقانه را در راستای خطوط پاپ در توسعهٔ معماری و طراحی تأیید کرد، که نمونهٔ آن اشیایی مانند «سوپروندا» - کاناپه (هنوز توسط پولترونوا ساخته می‌شود) که با شکل موج‌دار خود حالت‌های غیر متعارف را تداعی می‌کردند.
تختخواب‌ها و آلاچیق‌های رؤیایی نتایج «سوپراَرکیتتورا» تبدیل شده به یک سیستم تولیدی است که با ایجاد اشیاء التقاطی و کیچ، تخریب انتقادی میراث کارکردگرا و مفهوم فضایی جنبش مدرن را بر عهده می‌گیرند.

## یادداشت
1. ↑  کیچ (به انگلیسی: Kitsch) هنر، اشیاء یا طرحی که به دلیل زرق و برق یا گرایش افراطی احساساتی در ذائقه، نامناسب تلقی می‌شوند؛ اما گاهی اوقات به روشی کنایه‌آمیز یا آگاهانه مورد قدردانی قرار می‌گیرند.

مثلاً لامپ گدازه (Lava Lamp) نمونه‌ای از کیچ دههٔ شصت است.
2. ↑  کرونیک (Chronic) واژه‌ای پزشکی به مفهوم «مزمن» و پُلی (Poly) به معنی «چند، چندین و بسیار» است و این ترکیب کلامی پلی‌کرونیک (Polychronic) به معنی «بسیار مزمن» می‌باشد.
3. ↑  هرمتیک (Hermetic) واژه‌ای برگرفته از هرمس تریسمجیستوس، شخصیت افسانه‌ای هلنیستی که از خدایان هرمس و توث سرچشمه می‌گیرد. او از دانشمندان علوم غریبه و صاحبان طب و کیمیا در مصر بوده‌است. هرمس از باورمندان تناسخ انسان است.